# Diviana
Diviana är ett släkte av fjärilar. Diviana ingår i familjen mott.
Kladogram enligt Catalogue of Life:
| Diviana | \| \| Diviana edentella \| \| \| \| \| \| Diviana eudoreella \| \| \| \| \| \| Diviana nymphaeella \| \| \| \| \| \| Diviana powelli \| \| \| \| \| \| Diviana verecuntella \| \| \| \| |
|         | \| \| Diviana edentella \| \| \| \| \| \| Diviana eudoreella \| \| \| \| \| \| Diviana nymphaeella \| \| \| \| \| \| Diviana powelli \| \| \| \| \| \| Diviana verecuntella \| \| \| \| |
|         | Diviana edentella |
|         | |
|         | Diviana eudoreella |
|         | |
|         | Diviana nymphaeella |
|         | |
|         | Diviana powelli |
|         | |
|         | Diviana verecuntella |
|         | |